# Unicorn
Unicorn je skupina společností poskytující informační systémy a řešení z oblasti informačních technologií. Společnost založil v roce 1990 Vladimír Kovář. Unicorn má pobočky v České republice, na Slovensku, na Ukrajině, v Nizozemsku, Německu a Norsku.
Unicorn vytvořil softwarová řešení, která jsou rozšířena a užívána podniky z různých odvětví (bankovnictví, pojišťovnictví, energetiky a utilit, komunikace a médií, výroby, obchodu i veřejné správy). Zároveň vyvíjí Unicorn Universe - Digital Twin Construction Kit. Tento produkt využívá internetová služba Plus4U k poskytování rozsáhlého portfolia služeb. Jedním z cílů Unicornu je vzdělávat lidi a také společnost, proto v roce 2007 založil Unicorn University. Unicorn je partnerem společnosti Microsoft, IBM, Red Hat a Atlassian. Mezi klienty patří více než 450 společností a organizací ze 36 zemí světa a více než 1000 studentů Unicorn University.

## Historie společnosti
Společnost Unicorn byla založena v roce 1990 Vladimírem Kovářem. Během dvou let měla firma obrat přes 1 milion dolarů. V roce 1997 se forma společnosti změnila na akciovou společnost. V roce 2000 začala expanze do zahraničí, konkrétně v Bratislavě vzniklo první zahraniční vývojové centrum. Roční obrat společnosti přesáhl 1 miliardu korun v roce 2006. Unicorn v roce 2007 založil vysokou školu Unicorn University, která v roce 2019 získala akreditaci pro magisterské obory a v roce 2020 obdržela akreditaci na plně distanční studium. V roce 2011 byla otevřena pobočka v ukrajinském Kyjevě a v roce 2014 v nizozemském Arnhemu. Během posledních let získal Unicorn akvizicemi řadu společností se zaměřením na různá odvětví. V roce 2022 tržby společnosti přesáhly 7 miliard korun. V současnosti má Unicorn 26 poboček ve 21 městech v 6 evropských zemích.

## Oblasti působení

### Energetika
V roce 2014 Unicorn dokončil implementaci systému Damas Power pro řízení výroby elektřiny a tepla v Teplárně Strakonice. V roce 2015 Unicorn vyvinul a nasadil do provozu řídicí systém v reálném čase BritNed Control Point System (BNCPS), který v reálném čase řídí úroveň a směr toku energie v podmořském interkonektoru BritNed mezi Nizozemskem a Velkou Británií. Ve spolupráci se Západočeskou univerzitou v Plzni a jejím výzkumným centrem NTIS vyvinul Unicorn systém AnSVaL pro podporu nákupu a aktivací podpůrných služeb se zohledněním bilanční spolehlivosti a bezpečnosti elektrické sítě. V roce 2018 Unicorn vyhrál výběrové řízení na dodávku mezinárodní platformy LIBRA pro optimalizaci regulačních záloh v národních energetizačních soustavách. Pro koordinátora elektrizačních sítí ve střední Evropě TSCNET vyvinul Unicorn systém AMICA, který na základě informací o výměnách energie mezi operátory přenosových soustav vytváří analýzy bezpečnosti sítě. Také na festivalu Inovujeme Plzeň představil systém SAES pro výpočet stavu elektrické sítě a posouzení její bezpečnosti vyvinutý ve spolupráci s vědeckou institucí NTIS. V roce 2019 Unicorn dodal dispečerský systém IFA2DS pro podmořský interkonektor IFA2 pod Lamanšským průlivem, který slouží k propojení přenosových soustav Francie a Velké Británie. Podmořský interkonektor je systémem IFA2DS řízen od ledna 2021. Také dodal dispečerský systém pro podmořský interkonektor Nemo Link mezi Velkou Británií a Belgií. V roce 2020 Unicorn představil systém Inca pro dispečink kabelů vysokonapěťové stejnosměrné soustavy (HVDC), který zajišťuje výpočet plánovaného a optimalizovaného toku elektřiny. V roce 2021 vyhrál výběrové řízení na dodávku registru certifikátů původu plynu a energie využívaných k chlazení a vytápění pro Švédskou energetickou agenturu. V roce 2022 se podílel na vývoji a dodávkách platformy MARI pro přeshraniční obchodování s regulační energií. Pro chorvatskou společnost HROTE dodal registr certifikátů původu energie z obnovitelných zdrojů a nasadil produkt Certigy Registry jako cloudovou službu. Vyhrál tender na zajištění bezpečnosti a stability provozu elektrizační přenosové soustavy v 18 evropských zemích a dodá IT řešení pro program zvaný CorNet.

## Ocenění
Unicorn získal ocenění Microsoft Awards 2019 v jednotlivých kategoriích za řešení Digitalizace výrobních procesů v Astra Motor, „Ošetřovné“ OSVČ pro Ministerstvo průmyslu a obchodu a Online výukové kurzy Red Monster pro základní a střední školy. Pravidelně se umisťuje v žebříčku Top 100 ICT společností v České republice sestavovaném časopisem CIO Business World. V roce 2022 Unicorn získal cenu IBM Automation Partner a ocenění IT projekt roku za projekt Norwegian Energy Certificate System. Byl zařazen do seznamu Top 10 společností, které stojí v čele v poskytování řešení nad platformou Esri.

## Mediální kauzy

### Mamut.cz
Kauza Mamut.cz se týká vyšetřování a soudních řízení spojených s e-shopem Mamut.cz, provozovaným firmou Mammoth, která patřila do skupiny Unicorn. Případ zahrnuje zmizení elektroniky v hodnotě 1,2 miliardy korun  značky Apple a finančních prostředků, přičemž hlavní postavou kauzy je podnikatel Břetislav Janoušek. Národní centrála proti organizovanému zločinu se zaměřuje na podezření z podvodu, zpronevěry a praní špinavých peněz.
V roce 2024 podal insolvenční správce trestní oznámení na firmu Mammoth a její vedení kvůli nesoučinnosti v insolvenčním řízení. Společnost čelí závazkům v hodnotě téměř sedmi miliard korun. Skupina Unicorn se hájí tím, že Mamut.cz byl řízen nezávisle, ačkoli patřil do stejné podnikatelské struktury. 
V roce 2025 podal T-Mobile trestní oznámení na insolvenčního správce kvůli nečinnosti ve sporu o pohledávky. Spor provází obvinění ze záměrného maření insolvenčního řízení a manipulace s účetními daty. Kauza nadále vyvolává právní a finanční spory mezi zúčastněnými stranami.